# لویچنک
لویچنک (به لاتین: Lewiczynek) یک روستا در لهستان است که در گمینا میجخووو واقع شده‌است. لویچنک ۱۰۴ نفر جمعیت دارد.